# 水師営
水師営（水師營、すいしえい、拼音: Shuǐshīyíng、シュイシーイン）は、中国清朝・北洋艦隊（清国での呼称：北洋水師）隊員の駐屯地の意味。
元々は清国各地の海岸や河の軍港近くにあったが、現代日本では一般的に、1905年、日露戦争中の旅順軍港攻防戦の停戦条約が締結されたことで有名な、遼寧省大連市旅順の水師営を指す。

## 概要
水師とは清時代に、各地の海岸などに設立されていた水軍を指し、営とは軍の駐屯地のことであった。
そのうち、北洋艦隊は威海衛に本拠があり、旅順軍港から北へ5キロメートルのところに水師営があった。現在はそうした海軍施設はないが、大連市旅順口区水師営鎮と呼ばれていて、旅順南路の郭家鎮から水師営鎮に至る「郭水公路」と旅順北路の交差点近くにある。

## 水師営会見所

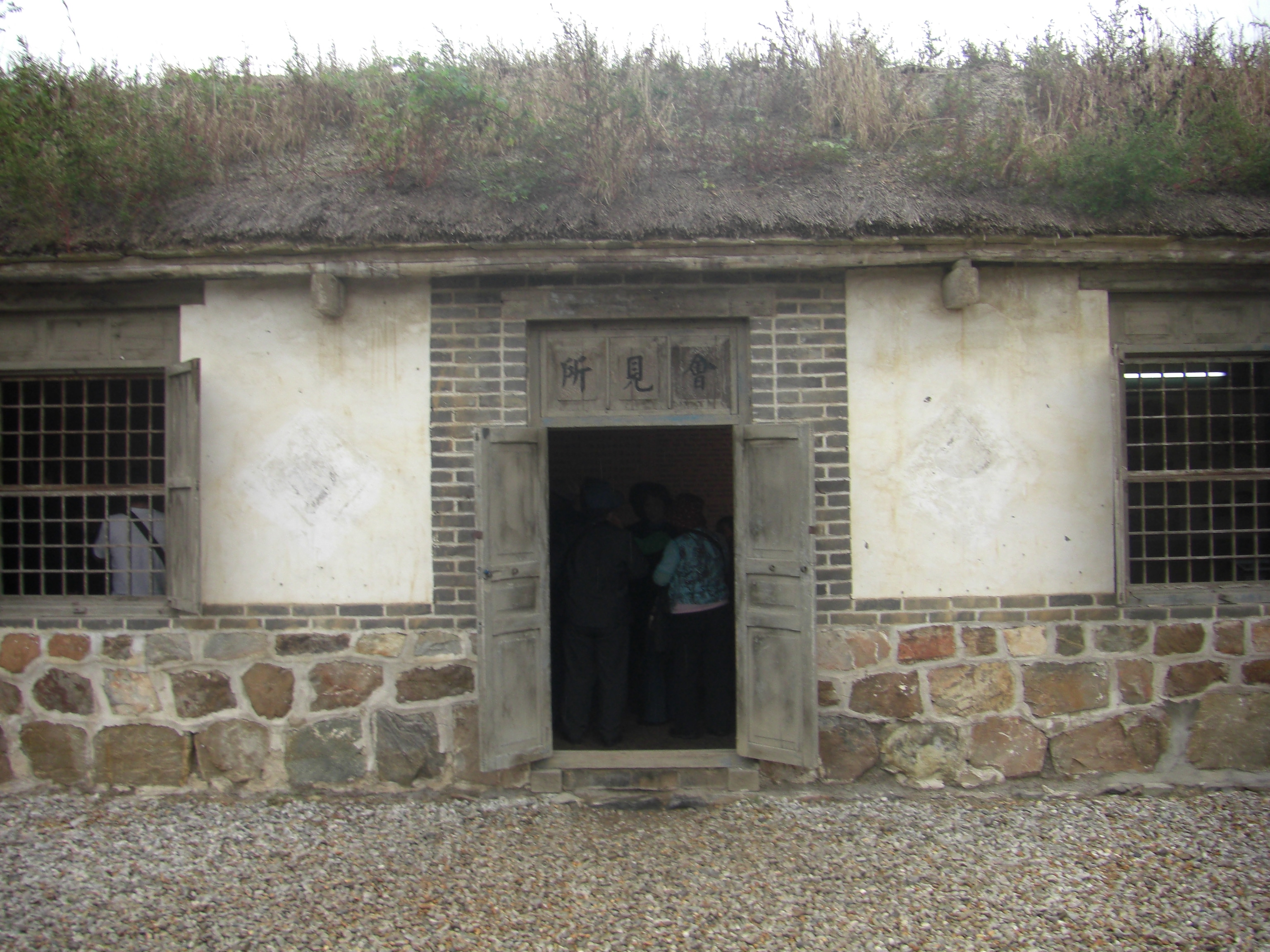
水師営会見所（復元）

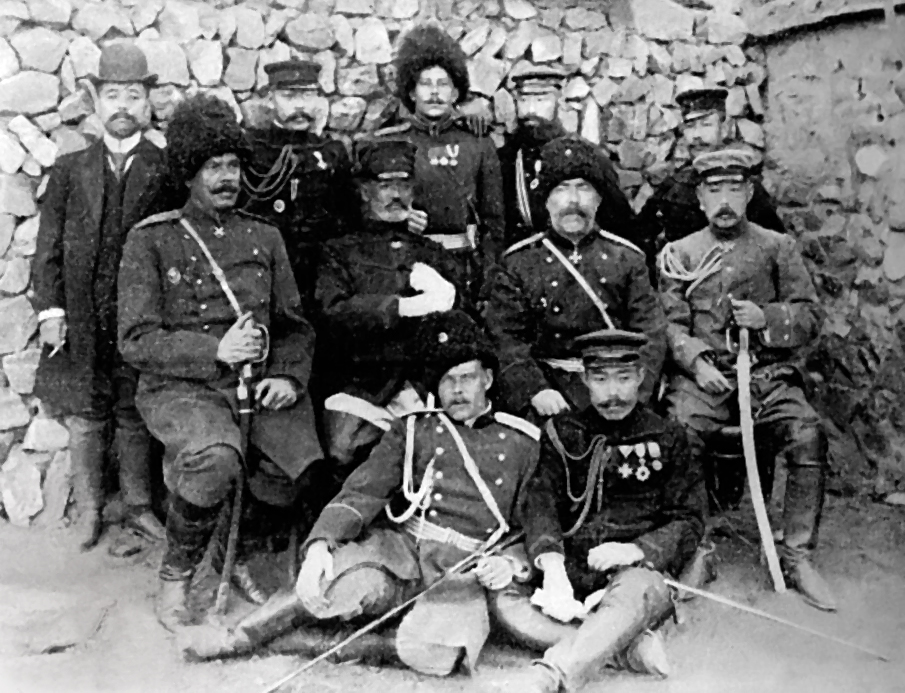
旅順停戦条約（1905年）の記念撮影。中央左が乃木希典大将、右がアナトーリイ・ステッセリ中将

旅順の水師営は清朝の康煕帝の時代に設置され、この地の地名となった。日露戦争時、日本軍はこの水師営にある劉という名の農家を病院として使用した。
旅順攻囲戦で1905年（明治38年）1月1日に旅順要塞司令官・アナトーリイ・ステッセリ中将は第三軍司令官・乃木希典大将に旅順開城を申し出て、翌2日にはロシア側のレイス参謀長と日本側の伊地知参謀長が水師営で旅順開城規約（開城規約）に調印して戦闘は停止された。
同月5日、乃木とステッセリが約2時間にわたり水師営で会見を行い、乃木にアラブ産の白馬が贈られ庭のナツメの木につながれた。
1997年にこの農家の建物は観光施設として復元され、両軍の控室や手術台として使われた台や布が展示されている。